# 超级机器人大战64
《超级机器人大战64》是一款由萬普公司制作和发行的战略角色扮演游戏。本游戏于1999年10月29日在日本地区任天堂64发行。
玩家可以选择四个故事模式。本游戏最初的机器人在之后的《超級機器人大戰A》再次登场。

## 參戰作品
★標誌為系列作初參戰作品、☆標誌為在攜帶機中的初參戰作品
- 機動戰士GUNDAM（機動戦士ガンダム）
- ★機動戰士GUNDAM 第08MS小隊（機動戦士ガンダム 第08MS小隊）
- 機動戰士GUNDAM 0083 STARDUST MEMORY（機動戦士ガンダム0083 STARDUST MEMORY）
- 機動戰士Z GUNDAM（機動戦士Ζガンダム）
- 機動戰士GUNDAM ZZ（機動戦士ガンダムΖΖ）
- 機動戰士GUNDAM 逆襲的夏亞（機動戦士ガンダム 逆襲のシャア）
- 機動武鬥傳G GUNDAM（機動武闘伝Gガンダム）
- ☆新機動戰記GUNDAM W（新機動戦記ガンダムW）
- 聖戰士丹拜因（聖戦士ダンバイン）
- ☆蒼之流星SPT雷茲納（蒼き流星SPTレイズナー）
- 無敵鐵金剛（マジンガーZ）
- 金剛大魔神（グレートマジンガー）
- 金剛戰神（UFOロボ グレンダイザー）
- 蓋特機器人（ゲッターロボ）
- 蓋特機器人G（ゲッターロボG）
- 真蓋特機器人（原作漫画版）（真・ゲッターロボ（原作漫画版））
- ★六神合體（六神合体ゴッドマーズ）
- ★機械巨神 地球靜止之日（ジャイアントロボ THE ANIMATION -地球が静止する日）
- 無敵鋼人泰坦3（無敵鋼人ダイターン3）
- ☆超電磁機器人 孔巴德拉V（超電磁ロボ コン・バトラーV）
- 超獸機神斷空我（超獣機神ダンクーガ）
- 萬普原創（バンプレストオリジナル）
- 由《Link Battler》參戰
  - 機動戰士GUNDAM F91（機動戦士ガンダムF91）
  - ☆戰國魔神豪將軍（戦国魔神ゴーショーグン）
  - ☆無敵超人桑波特3（無敵超人ザンボット3）

## 攻略本
| 書名 | 出版社        | ISBN                |
| ---- | ------------- | ------------------- |
|      | Media Factory | ISBN 978-4889919516 |
|      | 軟銀          | ISBN 978-4797311655 |
|      | 雙葉社        | ISBN 978-4575161908 |
|      | 勁文社        | ISBN 978-4766933642 |
|      | MediaWorks    | ISBN 978-4840211802 |

## 評價
《Fami通》给予本游戏30/40的分数。